# كوسه باهر مصطفى باشا
كوسه باهر مصطفى باشا (بالتركية: Çorlulu Köse Bahir Mustafa Paşa)‏ كان الصدر الأعظم للدولة العثمانية في الفترة ما بين 29 سبتمبر 1763 حتى 30 مارس 1765.